# Swede Halbrook
Harvey Wade Halbrook, detto Swede (Portland, 20 gennaio 1933 – Portland, 5 aprile 1988), è stato un cestista statunitense, professionista nella NBA.

## Carriera
Venne selezionato dai Syracuse Nationals al quarto giro del Draft NBA 1956 (28ª scelta assoluta).

## Palmarès
- Campione AAU (1959)